# Điền Xá, Quảng Ninh
Điền Xá là một xã thuộc tỉnh Quảng Ninh, Việt Nam.
Xã Điền Xá có diện tích 52,74 km², dân số năm 1999 là 1.239 người, mật độ dân số đạt 23 người/km².